# Selsingen (Samtgemeinde)
Selsingen é um município no distrito de Rotenburgo, na Baixa Saxônia, Alemanha. Localiza-se a aproximadamente 15 km sudeste de Bremervörde, e a 45 km nordeste de Bremen.